# Cordón Malaspina
El cordón Malaspina es un cordón montañoso casi totalmente cubierto de hielo que emerge en el centro del campo de hielo patagónico sur en el límite entre Argentina y Chile. Forma parte del parque nacional Bernardo O'Higgins en su lado chileno y del parque nacional Los Glaciares en su lado argentino, administrativamente se encuentra en la región de Magallanes y de la Antártica Chilena en su lado chileno y en la provincia de Santa Cruz en el argentino.

## Montañas
Las siguientes montañas forman parte del cordón montañoso:
- Cerro Malaspina

## Etimología
Recibe su nombre del explorador español Alejandro Malaspina.